# Sámi László
Sámi László (Zilah, 1817. november 16. – Kolozsvár, 1881. október 23.) református főiskolai tanár, Sámi Lajos miniszteri fogalmazó testvérbátyja. Álneve: Amicus.

## Élete
Jómódú iparos szülők gyermeke; tanulmányait szülővárosában, Zilahon kezdte s Kolozsvárt végezte; a jogot Pozsonyban hallgatta, s az 1830-as és 1840-es évek küzdelmei formálták ki benne a hazafit. Az 1840-es években politikai szerepet vállalt, az 1844-iki pozsonyi országgyűlésen absentium delegátus és magántitkára volt gróf Teleki Lászlónak és Kossuth Lajosnak, aki mellett a szabadságharcban is élénk részt vett. 1846-ban báró Wesselényi Miklós meghívására a történelem tanára lett Zilahon. A szabadságharc alatt Kossuth Lajos meghitt embere volt, aki nem egy kényes természetű munkával bízta meg.
Az 1850-es évek elején mint nevelő rejtőzködött a Wesselényi háznál. 1852-ben választották meg segédtanárnak Kolozsvárra; 1855-ben lett a történelem rendes tanára, ahol mint az ifjúság kedveltje, nyugodt életet élt. Európai műveltségű, nemesen érző, igazi bölcs volt. Városi és közigazgatósági bizottsági tag, a városi iskolaszék elnöke is volt.
Cikkei az Erdélyi Híradóban (1846. 187., 188. sz. Iskolák hivatása), az Igazmondóban (1871. 43. sz. Milyen reformegylet kell nekünk?), a Keresztény Magvetőben (1875. Levele Dávid Ferencz ügyében), a Magyar Polgárban (1879. 190. sz. Dávid Ferencz emlékezete, 1884. 236. Levele, Philadelphia, Somály, 65 év télhó 23.), a Vasárnapi Ujságban (1881. Teleki Sándor élet- és jellemrajza).

## Munkái
- Deák Ferencz emlékezete. Két beszéd és egy költemény, melyek Kolozsvárott az egyetem és az ev. ref. főtanoda által tartott emlékünnepélyeken elmondattak. Kolozsvár, 1880. (Szász Bélával és Hegedűs Istvánnal együtt.)
- Sámi László válogatott művei. Kolozsvár, 1883. (Hegedűs István Előszava, I. Szónoki művek, II. Tudományos értekezések, III. Társadalmi elmélkedések, IV. Tárczalevelek. Ism. Délmagyarországi Lapok, 173. sz., Vasárnapi Ujság, 29. sz.)

## Emlékezete

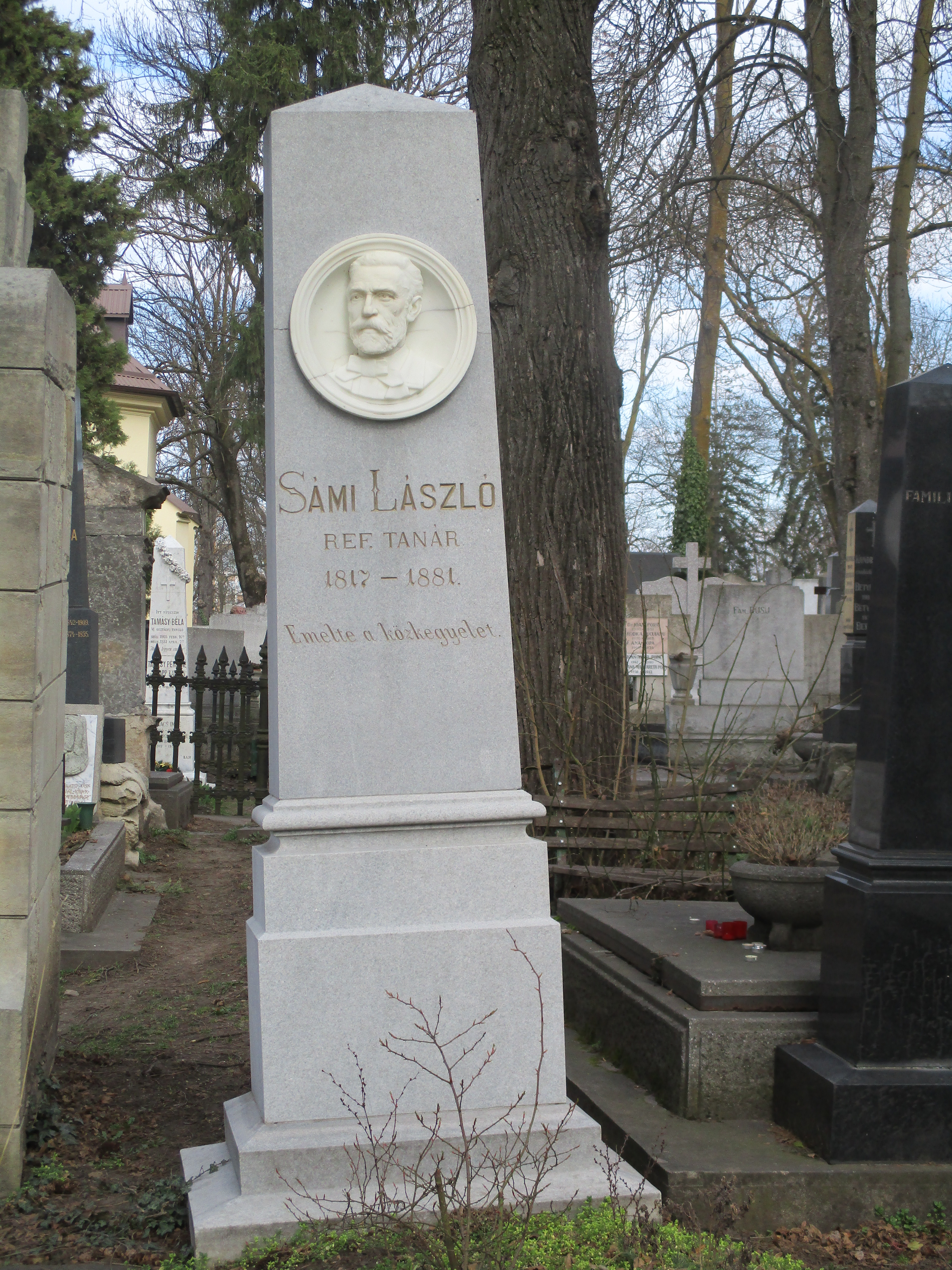
Sírja a kolozsvári Házsongárdi temetőben (II.a. parcella)

A zilahi, majd a kolozsvári református kollégium neves történelemtanára, az erdélyi 48 lelkes Kossuth-párti publicistája emlékezetét az 1950-es évek elején, az erdélyi baloldali politikai gondolkodás előzményeinek újrafelfedezése idején Hajós József hozta vissza a köztudatba. Darabán Józseffel közösen sajtó alá rendezett és 1955-ben kiadott szemelvényes – és szöveghűség szempontjából nem igazán megbízható – Sámi-kötetében azt a személyiséget mutatta be, aki az 1848-at megelőző időkben és a forradalom alatt nem csak tanárként hirdette, hanem cselekvően képviselte is a francia forradalom hármas jelszavában kifejezésre jutott eszméket, valamint a rohamosan terjedő természettudományos gondolkodást is. Ennek következménye volt, hogy az erdélyi Kossuth-párti tábor jeles képviselőjeként 1849 után le kellett mondania tanári katedrájáról, mert nem akarta bajba hozni iskoláját. Történelmi tárgyú írásaiban – emelte ki Hajós az akkori idők szellemében – „…eltérően az Erdélyben akkor [a 19. század második felében] közkeletű, teljesen idealista történetfelfogástól, komoly figyelmet szentelt a termelőerőknek, az emberek önfenntartását biztosító tényezőknek”. Ő idézi – már Sámi kolozsvári kollégiumi tanár korából, 1862-ből – egy tanévnyitó beszédét, amelyben kijelentette: „…az iskolában az emberi szellem minden tehetségét csatára és győzelemre kell segíteni… A tanuló ifjúnak nemcsak ahhoz van joga, hogy az igazság keresésére képesíttessék, hanem arra is, hogy a szabadság használatára begyakorolják és eközben emberi méltóságában meg ne sértsék. Erre eszköz a fegyelem és a moralitás.”
A népnevelés ügyét is fontosnak tartotta. Szintén Hajós idézi bevezető tanulmányában egy 1867-ben a Magyar Polgárban közölt cikkéből: „A népnevelés ügye politikai, nemzetgazdászati, társadalmi és még sok más tekintetben hazánk jövőjére a legfontosabb ügyek elsője…, az egész nemzet közös érdeke, melyre minden polgárnak joga, de kötelessége is van.”
Néhány évvel később Nagy Géza már hitelesebb képet rajzol a 19. század érdemes erdélyi tanáregyéniségéről, a kolozsvári Református Kollégium tanáráról.